# Grupa ABC Andrzeja Nebeskiego
Grupa ABC Andrzeja Nebeskiego – jedyny studyjny album polskiej grupy muzycznej ABC, wydany przez Polskie Nagrania w 1970 roku (patrz: 1970 w muzyce). Pierwsze wydanie na CD miało miejsce w 1993 roku nakładem wydawnictwa Digiton, następnie razem z EP-ką Napisz proszę i singlem Write a Letter nakładem wydawnictwa Yesterday (2000) i w końcu przez wytwórnię Universal Music Pl razem z małą płytą i nagraniami bonusowymi (2003, seria Niepokonani).

## Lista utworów
| 1.  | „Razem z nami”                  | 2:53  |
|     |                                 |       |
| 2.  | „Zabiorę cię ze sobą”           | 2:53  |
|     |                                 |       |
| 3.  | „Gdzie jest wczorajszy dzień”   | 3:28  |
|     |                                 |       |
| 4.  | „Nie chodź do domu”             | 3:32  |
|     |                                 |       |
| 5.  | „Za mną nie oglądaj się”        | 2:52  |
|     |                                 |       |
| 6.  | „Za dużo chcesz”                | 3:12  |
|     |                                 |       |
| 7.  | „Wspomnienie z Sopotu”          | 3:50  |
|     |                                 |       |
| 8.  | „Nie potrzeba mi nic”           | 3:53  |
|     |                                 |       |
| 9.  | „Przeminęło z wiatrem tyle dni” | 2:41  |
|     |                                 |       |
| 10. | „Nie szukaj jej”                | 3:17  |
|     |                                 |       |
| 11. | „Droga do gwiazd”               | 2:30  |
|     |                                 |       |
| 12. | „Ktoś”                          | 3:02  |
|     |                                 |       |
|     |                                 | 38:03 |
|     |                                 |       |

## Skład zespołu
- Halina Frąckowiak – śpiew (1-3, 5-8, 11, 12)
- Wojciech Gąssowski – śpiew (1, 4, 8, 9)
- Jerzy Kozłowski – śpiew (1, 10)
- Andrzej Mikołajczak – organy
- Zbigniew Karwacki – saksofon altowy, saksofon tenorowy, flet
- Aleksander Michalski – saksofon barytonowy, saksofon tenorowy
- Marek Mataczyński – gitara basowa
- Andrzej Nebeski – perkusja, kierownictwo artystyczne
- Partita – chórki
- Zofia Gajewska – reżyser nagrania
- Jacek Złotkowski – operator dźwięku